# الجريمة في أستراليا

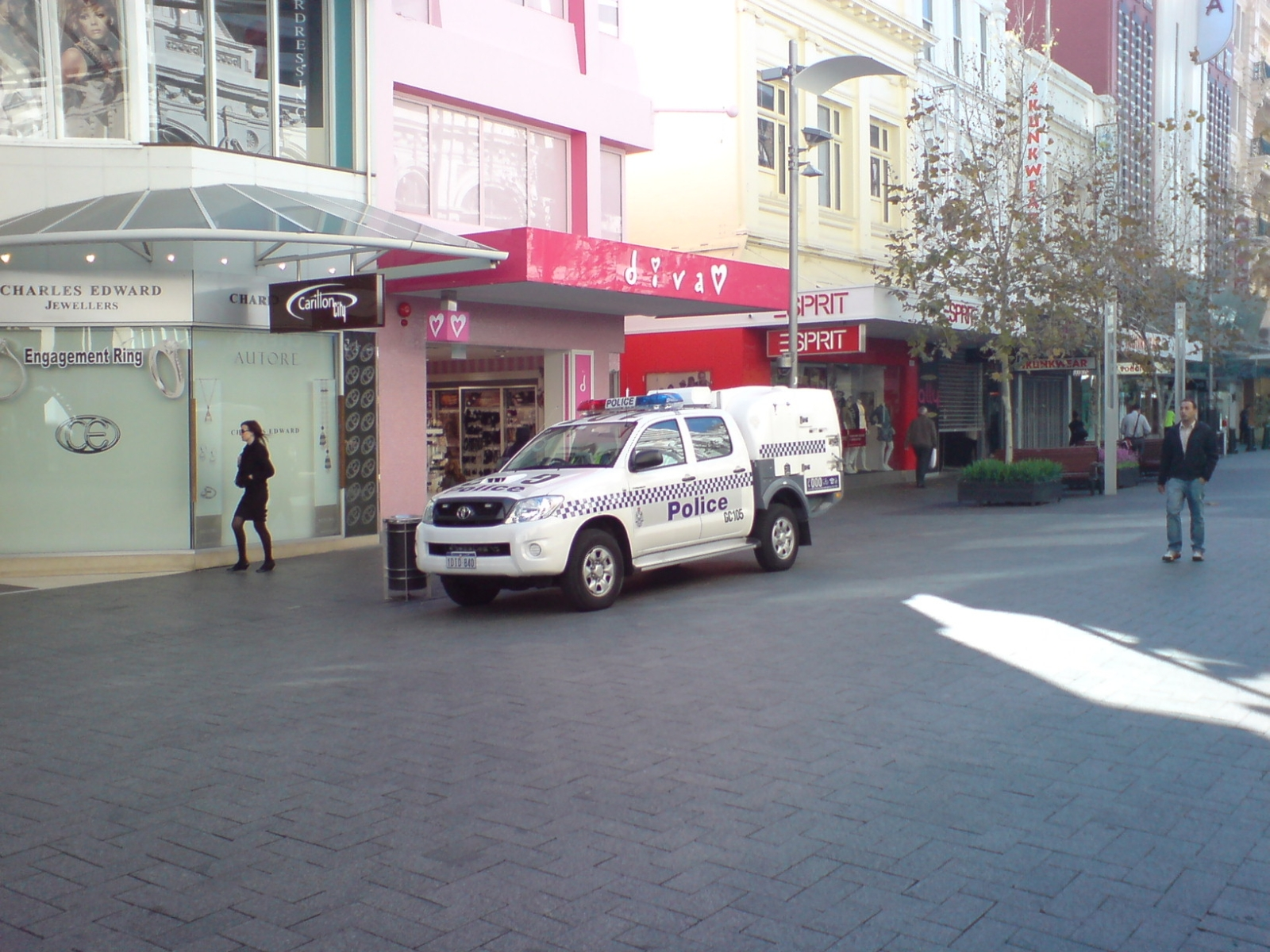
سيارة شرطة في مدينة بيرث.

تقع مسؤولية ملاحقة الجريمة في أستراليا على عاتق هيئات إنفاذ القانون المختلفة (قوات الشرطة الاتحادية وقوات الشرطة التابعة للولايات والمجالس المحلية) ونظم العدالة الجنائية على المستوى الاتحادي ومستوى الولايات بالإضافة إلى الخدمات الإصلاحية التابعة لحكومات الولايات.
تشرف وزارة الشؤون الداخلية على إنفاذ القانون الاتحادي والأمن الوطني (ويتضمن ذلك الأمن السيبراني وأمن النقل والعدالة الجنائية وإدارة حالات الطوارئ وشؤون الثقافات المتعددة والهجرة والمهام المتعلقة بأمن الحدود). اعتبارًا من شهر فبراير عام 2019، تألفت الوزارة من الشرطة الاتحادية الأسترالية وقوة مراقبة الحدود الأسترالية ومنظمة الاستخبارات الأمنية الأسترالية وهيئة الاستخبارات الجنائية الأسترالية والمركز الأسترالي لتقارير وتحليل المعاملات والمعهد الأسترالي لعلم الإجرام. تشرف كل ولاية وإقليم على إدارة أجهزتها الأمنية الخاصة.
يشرف قسم المدعي العام الأسترالي على متابعة أوجه عمل نظام العدالة الجنائي وتملك كل ولاية وإقليم فرعًا رديفًا متفرعًا عنه.
تشرف دائرة الإصلاحيات في كل ولاية أو إقليم على إدارة دائرة السجون بصورةٍ مستقلة.
تُجمع إحصائيات الجريمة على مستوى الولاية الواحدة ومن ثم يأخذ مكتب الإحصاء الأسترالي على عاتقه جمعها وتحليلها. تراجعت النسبة الوطنية لأعداد الضحايا خلال الفترة من عام 2008 حتى عام 2009 والفترة من عام 2017 حتى عام 2018 في جميع فئات الجرائم الشخصية عدا فئة الاعتداء الجنسي. وكذلك ينطبق الأمر ذاته على جميع فئات الجرائم المنزلية المختارة في الإحصاءات الوطنية. واجه نحو 5.0% (966,600 نسمة) من الأستراليين ممن تبلغ أعمارهم 15 عامًا وما فوق جرائم شخصية في مرحلة ما من حياتهم.

## إنفاذ القانون
يتولى مسؤولو إنفاذ القانون التابعين للوكالات الخاضعة لسلطة الحكومة الاتحادية وحكومات الأقاليم والولايات والمجالس المحلية مهمة إنفاذ القانون في أستراليا. كذلك تدير عدد من الوكالات التابعة للحكومة الاتحادية والولايات والأقاليم مجموعة متنوعة من التشريعات المرتبطة بجرائم ذوي الياقات البيضاء. تتولى الشرطة مسؤولية إدارة القانون الجنائي. يقع على عاتق المأمورين والحجّاب في كل ولاية وإقليم مسؤولية إنفاذ الأحكام الصادرة عن المحاكم في الولايات القضائية الممارسة للقانون المدني (القانون العام). ويقع على عاتق قوات الشرطة في مختلف الولايات إنفاذ القوانين الخاصة بولاياتها، في حين تتولى الشرطة الاتحادية الأسترالية (إيه إف بّي) مهمة التحقيق في الجرائم المرتكبة بحق قانون الكومنولث وملاحقتها، وهي جرائم تنطبق على كافة أرجاء البلاد.

## مراكز احتجاز المهاجرين
تشرف وزارة الشؤون الداخلية على إدارة نظام منفصل من منشآت الاحتجاز الأسترالية المخصصة للمهاجرين وذلك بالإضافة إلى السجون النظامية الواقعة تحت إدارة حكومات الولايات (وغير الداخلة في إحصاءات السجون). الغرض من هذه المنشآت هو احتجاز غير المواطنين المخالفين لشروط تأشيرتهم أو أولئك الذي لا يحملون تأشيرة أصلًا. تُستعمل بعض مراكز احتجاز المهاجرين هذه من أجل احتجاز طالبي اللجوء واللاجئين إلى أجلٍ غير مسمى، وذلك غالبًا دون محاكمتهم وفي كثير من الحالات فإنهم يقبعون في هذه المراكز لسنوات عديدة.

## إحصاءات القرن الحادي والعشرين
يستضيف المعهد الأسترالي لعلم الإجرام بوابة تفاعلية خاصة بالإحصاءات والمعلومات المتعلقة بقضايا الجريمة والعدالة في البلاد تحت مسمى «إحصاءات الجريمة في أستراليا». تمكن هذه البوابة أفراد العامة من الإطلاع على الإحصاءات الخاصة بكافة جوانب النشاط الإجرامي في أستراليا ومن جملتها إحصاءات حالات الموت أثناء الاحتجاز وأعداد المعتدين والضحايا وأنواع الجريمة المرتكبة ونسب تعاطي المخدرات وأعداد السجون والمحاكم الجنائية.

### معدلات الجريمة

#### خلال فترة 2016-2017
ارتفع عدد الجناة الذين لاحقتهم الشرطة خلال الفترة من عام 2016 حتى عام 2017 بنسبة 1% عن العام السابق ليصل إلى ما يقرب من 414 ألف شخص.
شهدت نسبة الجناة (أي عدد الجناة من أصل مجموع سكان أستراليا) ارتفاعًا ضئيلًا من 1.98% لتصبح 2% خلال الفترة من عام 2016 حتى عام 2017. وانخفضت نسبة الجناة من الأحداث للسنة السابعة على التوالي (خلال الفترة الممتدة من عام 2010 حتى عام 2017) خلال نفس العام لتبلغ ما يتراوح من 3,339 إلى 2,330 جاني لكل 100 ألف شخص تتراوح أعمارهم ما بين العاشرة والسابعة عشر عامًا.
كانت جرائم المخدرات غير المشروعة النوع الأكثر شيوعًا من الجرائم المرتكبة (بنسبة 20%) خلال الفترة من عام 2016 حتى عام 2017. في حين شهد الاعتداء الجنسي والجرائم المرتبطة به ارتفاعًا بنسبة 3%، وهو ما يجعله الارتفاع السنوي السادس على التوالي ضمن هذه الفئة لترتفع حصيلة هذا الارتفاع بمجمله إلى 40%.

#### خلال فترة 2009-2010
أظهرت البيانات الصادرة عن المكتب الأسترالي للإحصاءات (إيه بي إس) أن الشرطة أقدمت على اتخاذ إجراءات بحق 375,259 شخص خلال الفترة من عام 2009 حتى عام 2010، وهو ما مثل ارتفاعًا بنسبة 4.8% عن إحصاءات الفترة السابقة الممتدة من عام 2008 حتى عام 2009. شكلت نسبة الجناة من الأحداث ممن تراوحت أعمارهم ما بين العاشرة والتاسعة عشر عامًا نحو 29% من المجموع العام للجناة في جميع أنحاء أستراليا. بلغ عدد النساء اللواتي اتخذت الشرطة إجراءات بحقهن في جميع أنحاء أستراليا 84,100 امرأة خلال السنة المالية 2009-2010، وهو ما مثل ارتفاعًا بنسبة 6% مقارنةً مع السنة الفائتة. وبلغ عدد الرجال الذين اتخذت الشرطة إجراءات بحقهم 290,400 رجلًا خلال نفس العام، وهو ما مثل أيضًا ارتفاعًا بنسبة 4%. اتُهمت نحو 30% من النساء بالسرقة، في حين كانت الجريمة الرئيسية الأكثر شيوعًا بين الرجال هي قصد التسبب بالأذى والمسائل المتعلقة بالنظام العام.

#### تراجع معدل جرائم القتل
تراجع عدد جرائم القتل ومحاولات القتل في كافة أنحاء البلاد خلال الفترة الممتدة من عام 2016 حتى عام 2017 من 453 شخصًا لـ414 (وهو انخفاض بمقدار 39 ضحية أو بنسبة 9%). استتب معدل جرائم القتل بدءًا من عام 2017 عند نحو 0.9 جريمة قتل لكل 100 نسمة اعتبارًا من عام 2020.
شهد معدل جرائم القتل الوطني تراجعًا من 1.8 جريمة قتل لكل 100 نسمة إلى جريمة قتل واحدة لكل 100 ألف نسمة ما بين الفترة 1989-1990 والفترة 2013-2014. إذ وقعت 238 حادثة قتل في أستراليا خلال فترة 2013-2014 مقارنةً بـ307 حادثة قتل في فترة 1989-1990. وتبعًا لما جاء في تقرير البرنامج الوطني الأسترالي لرصد جرائم القتل الصادر سنة 2012 فإن «معدل جرائم القتل واصل تراجعه في كل عام منذ فترة 1989-1990. وسجلت فترة 2010-2011 وفترة 2011-2012 أدنى معدلين مسجلين لجرائم القتل منذ بدء تجميع هذه البيانات في عام 1989».

### إحصاءات السجون
يمكن الاطلاع على إحصاءات السجناء خلال الفترة الممتدة من عام 2000 حتى الوقت الحاضر على الصفحة رقم 4517.0 من تقرير «السجناء في أستراليا» الصادر عن المكتب الأسترالي للإحصاءات.

#### إحصاءات عام 2018
شهد المعدل الوطني للسجن ارتفاعًا بنسبة 3% من 216 لـ221 سجين لكل 100 ألف نسمة من السكان البالغين خلال الفترة من عام 2017 حتى عام 2018.
ارتفع عدد السجناء من البالغين خلال عام 2018 بنسبة 4% بالمقارنة مع العام السابق، في حين ارتفع عدد السجناء الإناث بمعدل أعلى من السجناء الذكور، وكانت الجرائم المرتبطة بالمخدرات المسؤول عن الارتفاع الأعلى ضمن هذه الفئة. شمل هذا الارتفاع كافة الولايات عدا ولاية جنوب أستراليا. توزع التقسيم كالآتي: أفعال بقصد التسبب بإصابة (9,659 سجينًا أو 22%)، جرائم المخدرات غير المشروعة (6,779 سجينًا أو 16%)، جرائم الاعتداء الجنسي والجرائم ذات الصلة (5,283 سجينًا أو 12%). شكل الذكور نسبة 92% من جميع السجناء. ومثل السجناء من الأستراليين الأصليين وسكان جزر مضيق توريس أكثر من ربع مجموع السجناء الأستراليين.